# Formica argentea
Formica argentea är en myrart som beskrevs av Wheeler 1912. Formica argentea ingår i släktet Formica och familjen myror. Inga underarter finns listade i Catalogue of Life.

## Bildgalleri

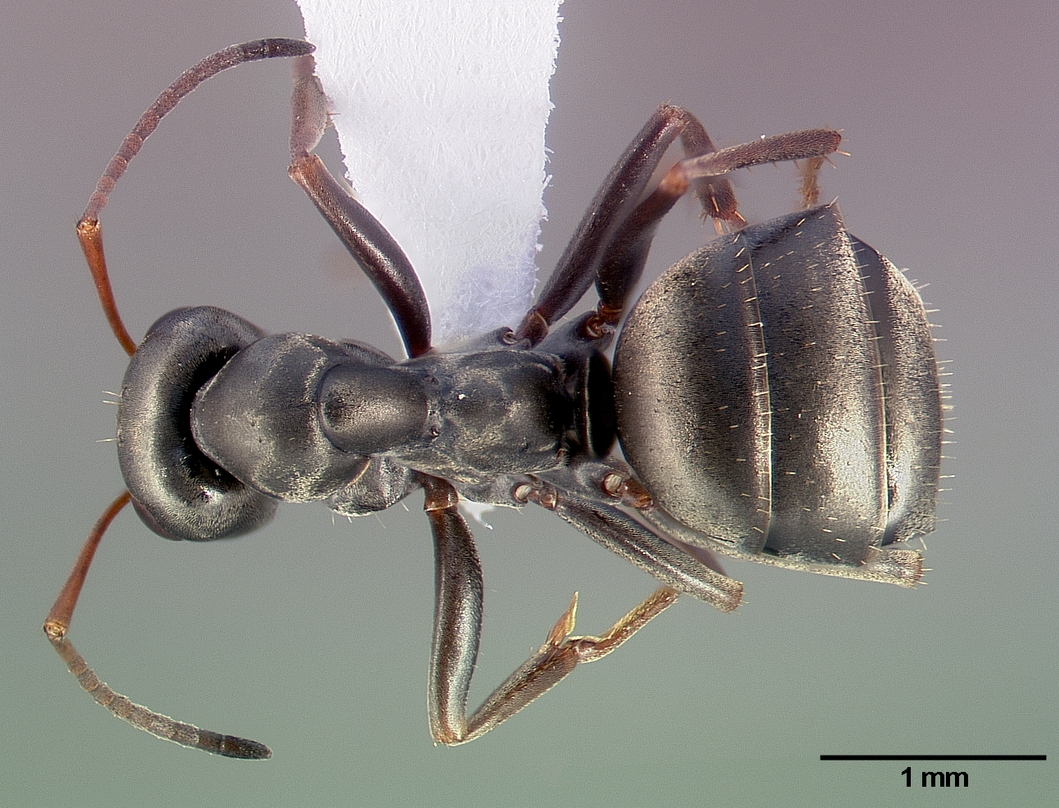
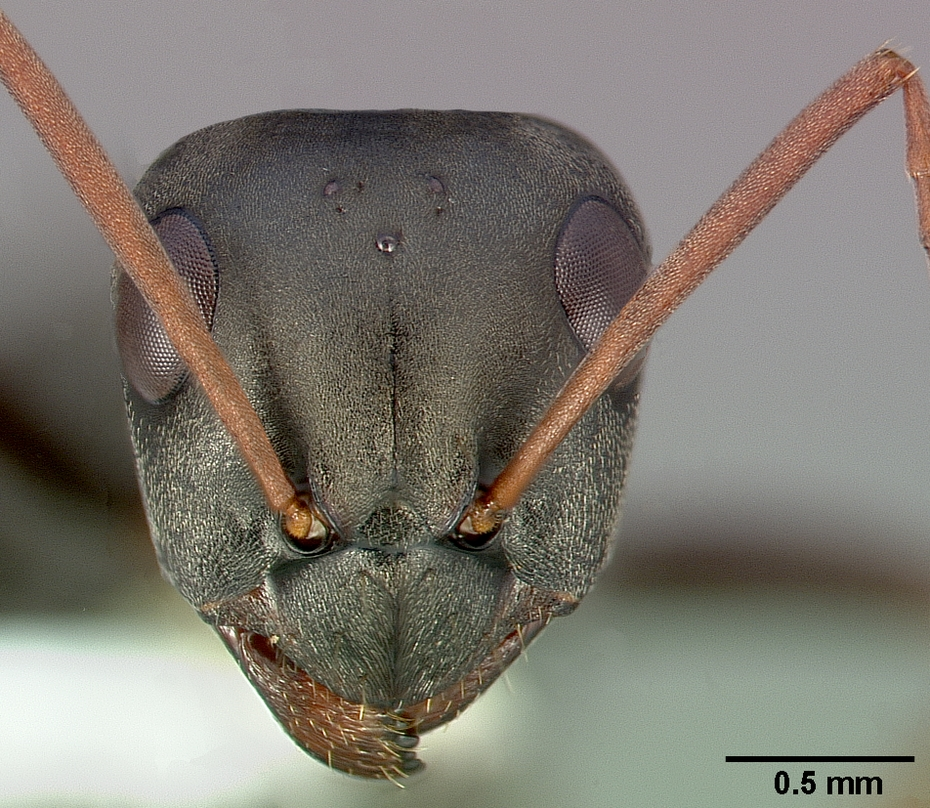
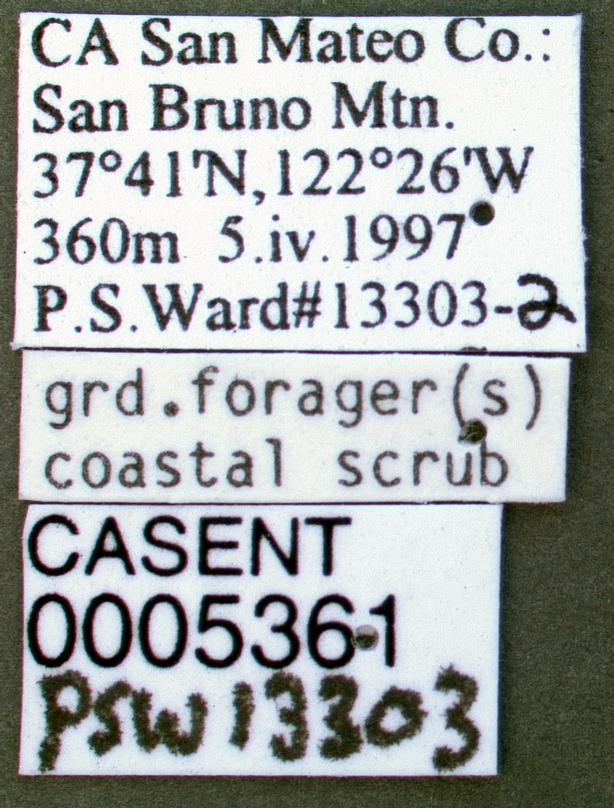
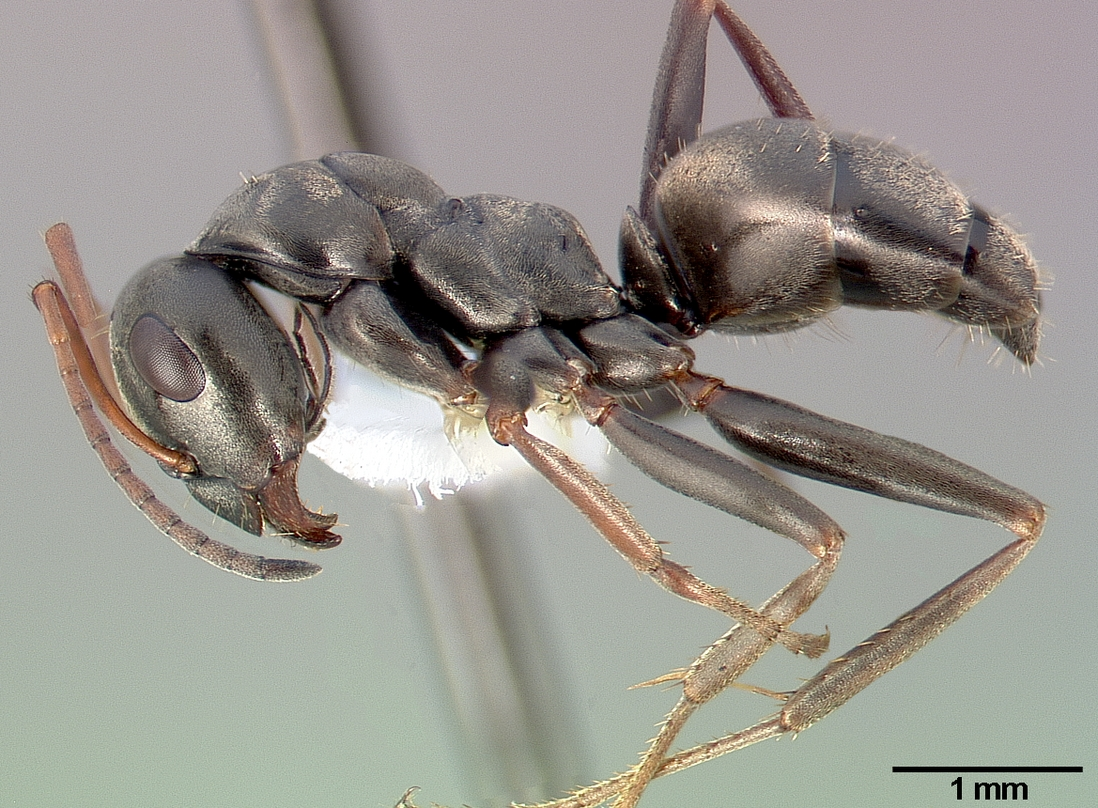
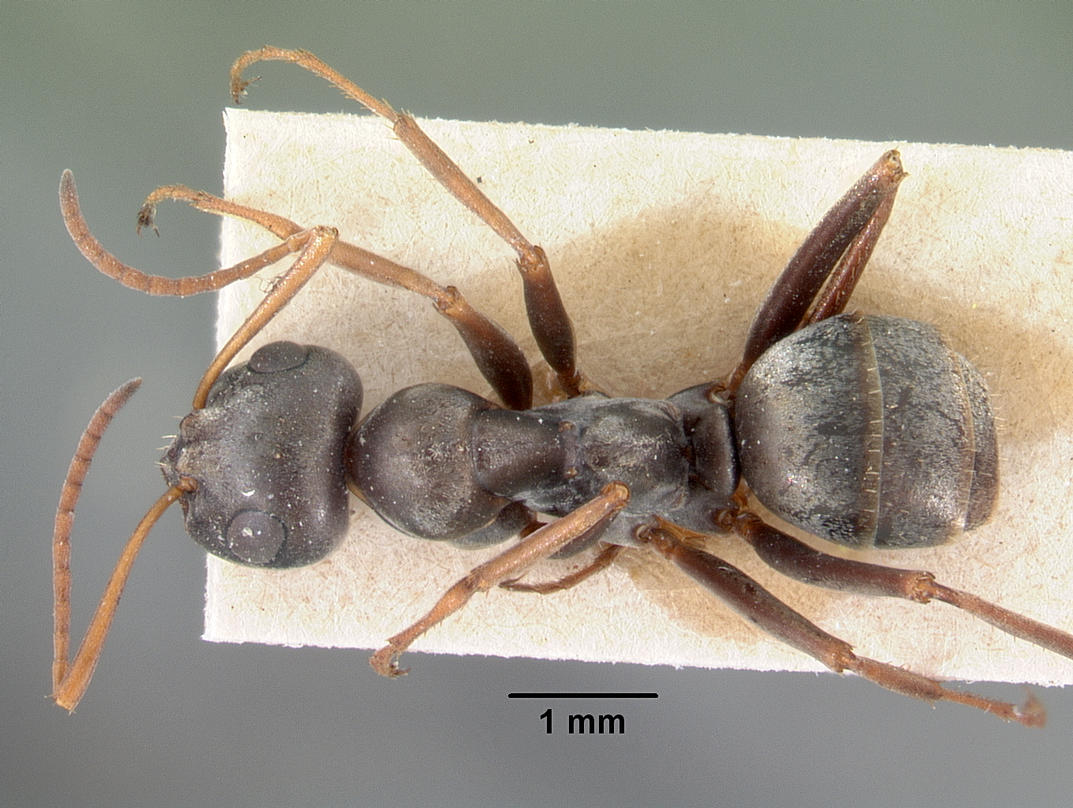
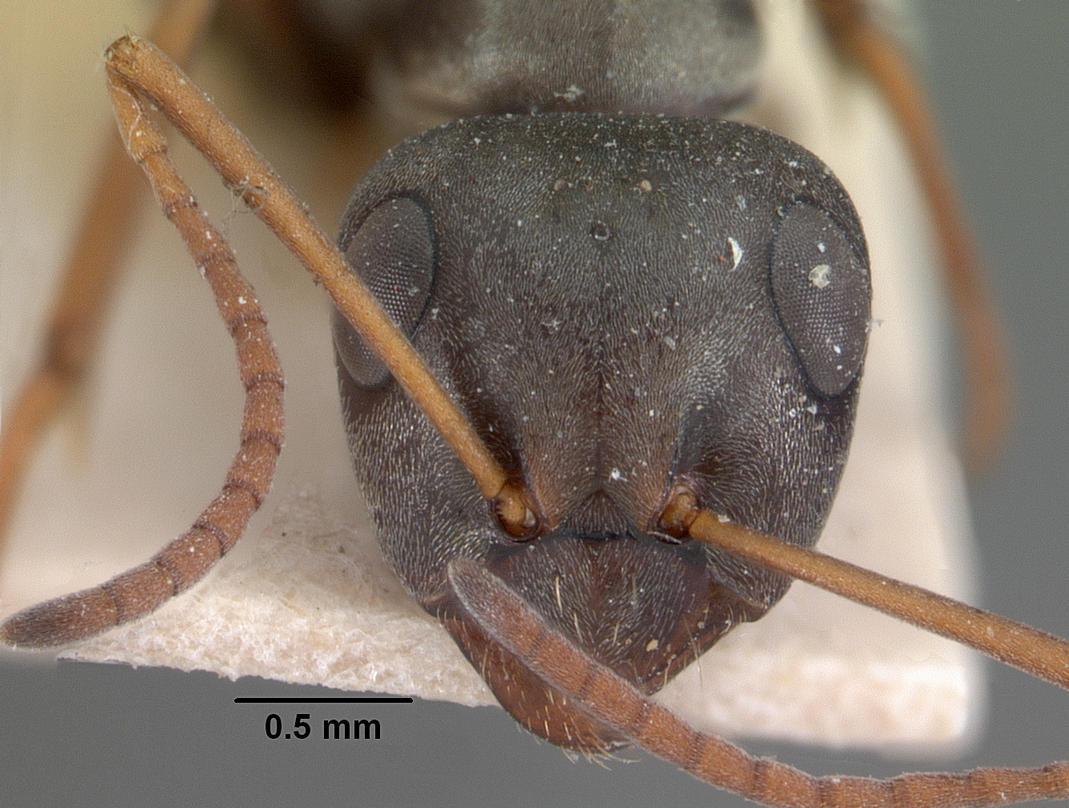